# Детский сад (переулок Джамбула)
Детский сад в переулке Джамбула, 8 («Чебурашка» — народное прозвище за круглые «уши» флюгеров) — здание в стиле советского модернизма. Расположен в Центральном районе Санкт-Петербурга, построен в 1980—1984 годах по проекту С. Шмакова и В. Меляковой. C 1996 года здание занимает детский сад № 19 Центрального района Петербурга (ГБДОУ детский сад № 19 Центрального СПб).
Сергей Шмаков хотел сделать «детскую» архитектуру, для чего взял изделия из каталогов инженерных железобетонных, обычно подземных, изделий: использованы кольца канализационных колодцев, элементы тепловых камер, фановые трубы. Башни с флюгерами над кровлей — вентиляционные шахты, огорожена территория была шестигранными цветочницами, уличные навесы для игр были сделаны в форме бетонных парусов. Строители предложили использовать на фасадный слой кирпичной кладки экспериментальный материал с эпоксидным двухцветным покрытием. К 2020 году забор со стороны переулка был сделан из плексигласа.
До 2023 года сохранились изначальные двери, частично — плитка и паркет, витраж на лестнице, частично — чугунные фановые трубы, эмалированные раковины.
Современная зданию критика (Виктор Антонов) отмечала «обилие стен, многочисленные углы и случайно торчащие прогоны … противоречие элементов фасада друг другу, несовместимость тонких мембран с абстрактными узорами с круглыми углами, отсутствие мотивации внутренней структурой». Из-за скруглённых для безопасности углов в здании до сих пор неудобно ставить мебель.
По выражению Киры Долининой, садик «раздражал своей показательной официозной ненормальностью». Согласно The Village, это «самый необычный детский сад России». Согласно Броновицкой и Малинину, здание «похоже на детский рисунок … создано с наивностью и простодушием, с каким ребёнок складывает кубики … это призыв к сотворчеству». По словам Вячеслава Глазычева, строителям было интересно создавать здание, и это, в конечном счёте, «сооружение … посредством которого множество людей могут творить самих себя как личность … высший горизонт творчества в его гуманистическом содержании». Глазычев в своей рецензии назвал круги, квадраты и треугольники «масонскими», из-за чего начались многочисленные проверки со стороны обкома, завершившиеся в итоге ничем из-за перестройки в стране.
Сад использован при съёмках фильма «Зимняя вишня».